# Serravalle Sesia
Serravalle Sesia est une commune de la province de Verceil dans la région Piémont en Italie.

## Administration
| Période                                  | Période | Identité      | Étiquette | Qualité |
| ---------------------------------------- | ------- | ------------- | --------- | ------- |
|                                          |         | Massimo Basso |           |         |
| Les données manquantes sont à compléter. |         |               |           |         |

### Hameaux
Bornate, Gattera, Piane Sesia, Vintebbio

### Communes limitrophes
Borgosesia, Crevacuore, Gattinara, Grignasco, Guardabosone, Lozzolo, Prato Sesia, Romagnano Sesia, Sostegno